# Comté d'Alpena
Le comté d'Alpena (Alpena County en anglais) est dans le nord-est de la péninsule inférieure de l'État du Michigan. Son siège est à la ville d'Alpena.  Selon le recensement de 2000, sa population est de 31 314 habitants. 

## Géographie
Le comté a une superficie de 4 390 km2, dont 1 487 km2 en surfaces terrestres.

### Comtés adjacents
- Comté de Presque Isle (nord)
- Comté d'Alcona (sud)
- Comté de Montmorency (ouest)

## Transports
Le comté d'Alpena possède un aéroport, l'aéroport régional du comté d'Alpena.